# Abbatiale Saint-Maixent de Saint-Maixent-l'École
L’abbatiale de Saint-Maixent-l'École est l’église de l’ancienne abbaye de Saint-Maixent, dans la commune de Saint-Maixent-l'École (département français des Deux-Sèvres).
En 1790, au moment de la Constitution civile du clergé, elle devient le siège épiscopal du diocèse des Deux-Sèvres nouvellement créé dans le cadre de l'Église constitutionnelle, et prend le titre de cathédrale. Elle conserve ce titre jusqu'au concordat de 1801, qui consacre la disparition du diocèse et sa réincorporation au diocèse de Poitiers. Elle sert depuis lors d'église paroissiale.

## Historique

### Origine de l'abbaye

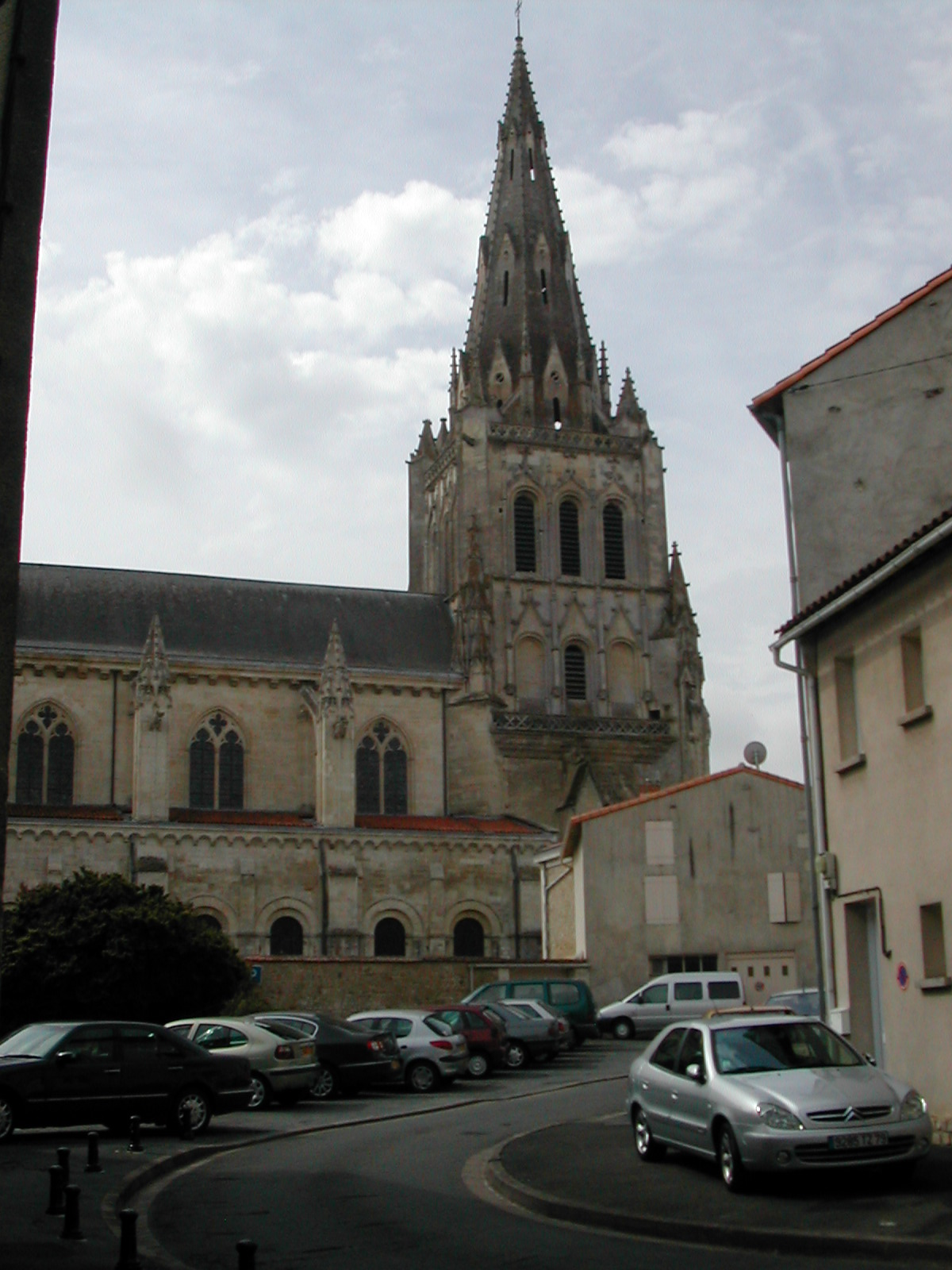
Abbatiale.

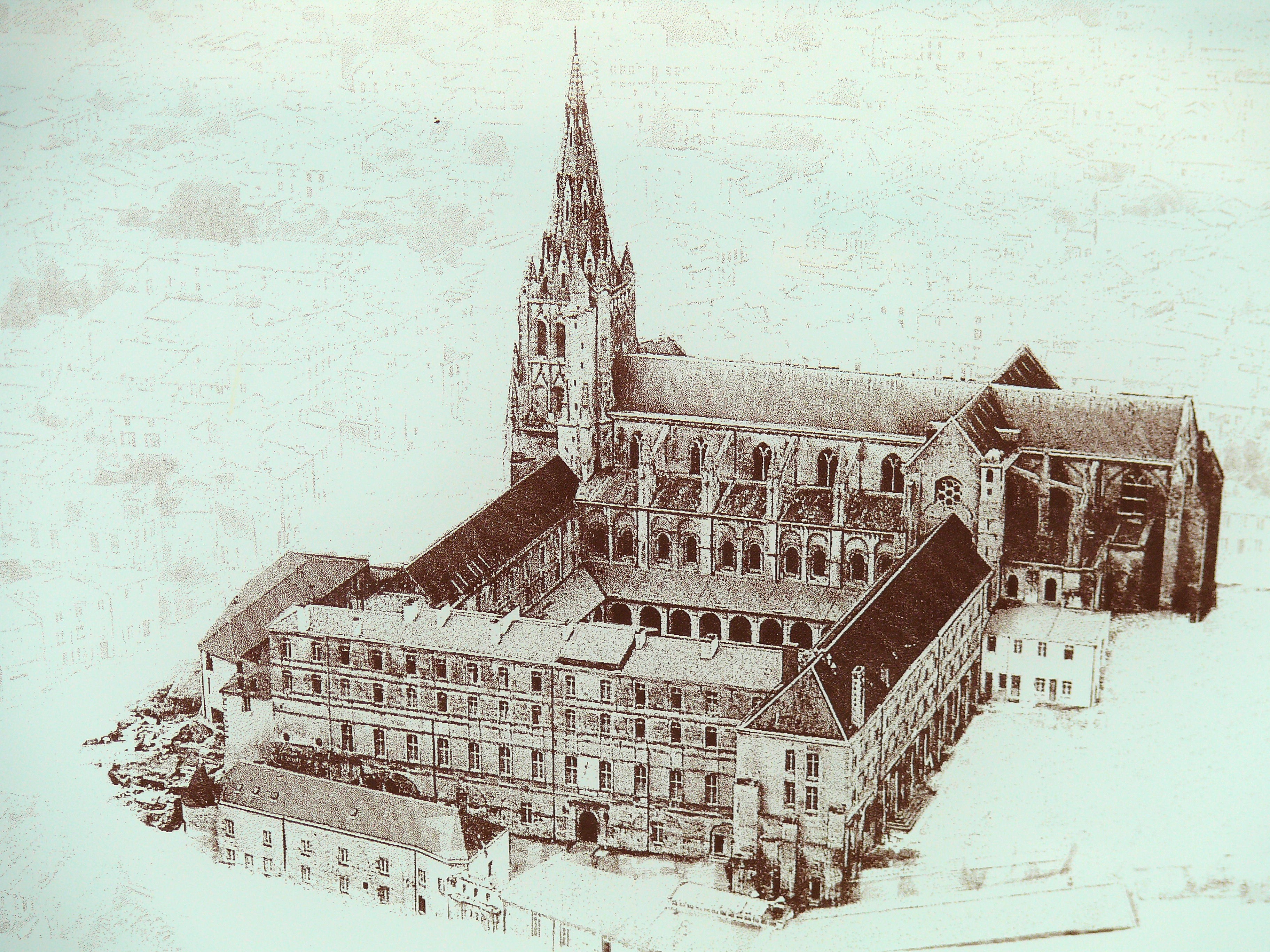
Dessin de l'abbaye.

Au Ve siècle un moine nommé Agapit fonde une petite communauté sous le vocable de Saint-Saturnin.
En 480, il la confie à un jeune moine du nom d'Adjutor, qui prend le nom de Maixent. Un monastère est édifié qui va devenir une abbaye vers 500, où il reçoit Clovis. Il meurt en odeur de sainteté le 26 juin 515. Saint-Saturnin va alors prendre le nom de son fondateur, Saint-Maixent.
Grâce aux donations des rois mérovingiens, l'abbaye devient prospère et renommée aux VIe et VIIe siècles. Léger, abbé de Saint-Maixent, devient évêque d'Autun. Poursuivi par la haine d'Ébroïn, maire du palais, auquel il s'est opposé, il est envoyé en exil à Fécamp avant d'être décapité. Son corps est ramené à l'abbaye de Saint-Maixent où il est enterré, la crypte du VIIe siècle où étaient déposées ses reliques est toujours visibles.
Les invasions normandes entre 848 et 866 vont forcer les moines à quitter l'abbaye. Ils emportent avec eux les reliques de saint Maixent et saint Léger. Ils n'y reviennent qu'en 924.

### Construction de l'abbatiale romane
L'église est construite en 940 sur l'emplacement de la cellule de Maixent, elle abrite les reliques de saint Maixent et saint Léger d'Autun et fut détruite par un tremblement de terre en 1059. Plusieurs incendies ont ravagé l'abbaye et la ville en 1075, 1082, 1085 et 1116.
L'abbatiale est reconstruite entre 1093 et 1134 dans un style roman, elle conserve les parties plus anciennes de la crypte. La forme romane sera conservée jusqu'à la Renaissance. 

### Reconstruction de l'abbatiale
La ville est pillée par les protestants en 1562. Elle est prise par les troupes du prince de Condé en 1568, l'abbaye fut à nouveau détruite par les calvinistes le 22 septembre 1568 en sapant toutes les piles de la nef centrale de l'église romane ainsi que celles du chœur. Elle est reprise par les catholiques en 1569, puis reperdue avant d'être reprise en 1574 par le duc de Montpensier.[réf. nécessaire]
En 1633, l'abbaye est reprise par la congrégation de Saint-Maur qui la réforme. Elle entreprend d'en relever les ruines et confie la reconstruction à l'architecte François Le Duc dit Toscane (il travaille simultanément à la reconstruction de l'abbaye de Celles-sur-Belle, dont il semble qu'il n’en ait été que le maître d’œuvre, sur des plans réalisés par le père Randon). Le Duc travaille dès 1668 à la cette reconstruction. La première pierre est posée le 21 mai 1670 par le duc de Mazarin. La première messe solennelle y est dite le 3 août 1682. L'architecte a conservé les bases romanes de l'abbatiale et l'a bâtie dans un style gothique. 
La crypte souterraine abritant les tombeaux de saint Maixent et saint Léger est reconstruite et redécorée en 1681.
Pendant la révolution française l'abbatiale est le siège épiscopal de l'éphémère diocèse des Deux-Sèvres créé par la Constitution civile du clergé.[réf. nécessaire]
En 1888, la flèche du XVe siècle, inachevée, est détruite et est remplacée par une flèche plus courte.

### Transformations
Pendant la Révolution l'abbatiale devient magasin de fourrage. L'abbaye est transformée en hôpital pendant les Guerres de Vendée. 
Du XIXe au XXIe siècle, une partie de l'abbaye est transformée en caserne : voir École nationale des sous-officiers d'active#Quartier Canclaux (rendu à la ville en septembre 2011)

### Depuis 2011
Tournage de la série télévisée Ainsi soient-ils : 1re saison diffusée en 2012, 2e saison en tournage en 2013.

## Liste des abbés
Cette liste a été établie à partir de la Gallia Christiana.
- 459-500 : bienheureux Agapit
- 500-5?? : saint Maixent
- 5??-6?? : Didon
- 6??-659 : saint Léger
- 659-7?? : Audulphe
- 7??-825 : Thibert (ou Teutbert)
- 825-8?? : Rainaud Ier
- 8??-8?? : Abbon
- 8??-8?? : Arnoul
- 8??-900 : Audoin
- 900-902 : Aubert
- 902-928 : Adhémar Ier
- 928-936 : Ermenfroy
- 936-9?? : Ebles
- 9??-945 : Gislebert
- 945-946 : Albert
- 947-963 : Eudes
- 963-968 : Ramnulfe
- 968-9?? : Constantin Ier
- 9??-9?? : Guibert
- 9??-987 : Brixius
- 987-1014 : Bernard
- 1014-1025 : Rainaud II
- 1026-1027 : Goufier
- 1027-1039 : Amblard
- 1039-1040 : Emmon
- 1040-1059 : Archambaud de Parthenay
- 1059-1068 : Aymeric Ier
- 1068-1080 : Benoît Ier
- 1080-1087 : Ansegise
- 1087-1092 : Adam
- 1092-1093 : Robert
- 1093-1107 : Garnier
- 1107-1134 : Geoffroy Ier
- 1134-1175 : Pierre Ier Raymond
- 1175-1180 : Pierre II de La Tour
- 1180-1181 : Olivier
- 1181-1182 : Adhémar II
- 1182-11?? : Aymeric II de Mayrestrolle
- 11??-1203 : Martin
- 1204-1209 : Étienne Ier
- 1209-1222 : Benoît II Bernard
- 1222-1234 : Geoffroy II
- 1235-1260 : Pierre III Audouin
- 1260-1269 : Arnaud Ier
- 1269-1278 : Étienne II
- 1278-1284 : Guillaume Ier
- 1284-1292 : Constantin II
- 1293-1302 : Guillaume II Tousselin
- 1303-1310 : Guillaume III
- 1310-1332 : Arnaud II Buard
- 1332-1337 : Hélie de Saint-Hire
- 1337-1344 : Pierre IV Pichier
- 1344-1361 : Guillaume III de La Porcherie
- 1361-1362 : Jean Ier
- 1362-1380 : Guillaume IV de Vezençay
- 1380-1382 : cardinal Pierre V de La Tour
- 1382-1383 : Hugues Tousselin
- 1383-1385 : Guillaume V de Chauray
- 1385-1402 : Roger de Saint-Avit
- 1402-1437 : Pierre VI Baston
- 1437-1442 : cardinal Pierre VII de Clairvaux
- 1442-1461 : Jean II Chevalier
- 1462-1475 : Jacques Ier Chevalier
- 1476-1483 : cardinal Philibert Hugonet
- 1483-1499 : Jean III Rousseau
- 1499-1501 : Pierre VIII Chaunis
- 1501-1503 : Louis Ier Gouffier de Boissy
- 1504-1509 : Pierre IX Gouffier de Boissy
- 1509-1512 : Louis II de Paris
- 1512-1515 : Arnaud III de Saint-Gelais de Monlieu de Saint-Aulaye
- 1515-1528 : Jacques II de Saint-Gelais de Monlieu de Saint-Aulaye
- 1528-1574 : Jean IV de Saint-Gelais de Monlieu de Saint-Aulaye
- 1574-1594 : Catherin Chrétien
- 1594-1608 : Vacance
- 1609-1615 : Guillaume VI Fouquet de La Varenne
- 1615-1621 : Jacques III Leber
- 1621-1622 : Louis III de Rucellay
- 1623-1641 : Bertrand d’Eschaux
- 1641-1642 : cardinal Armand Jean du Plessis de Richelieu
- 1642-1662 : Jacques IV de Crevant d’Humières
- 1663-1684 : Balthazar de Crevant d’Humières
- 1684-1693 : Henri-Charles Arnauld d’Andilly de Pomponne
- 1693-1716 : Mathieu Ysoré d'Hervault de Pleumartin
- 1717-1748 : François Honoré Grimaldi
- 1748-1772 : Frédéric de Saint-Séverin d’Aragon
- 1772-1791 : Jean V de Dieu-Raymond de Boisgelin de Cucé

## Galerie

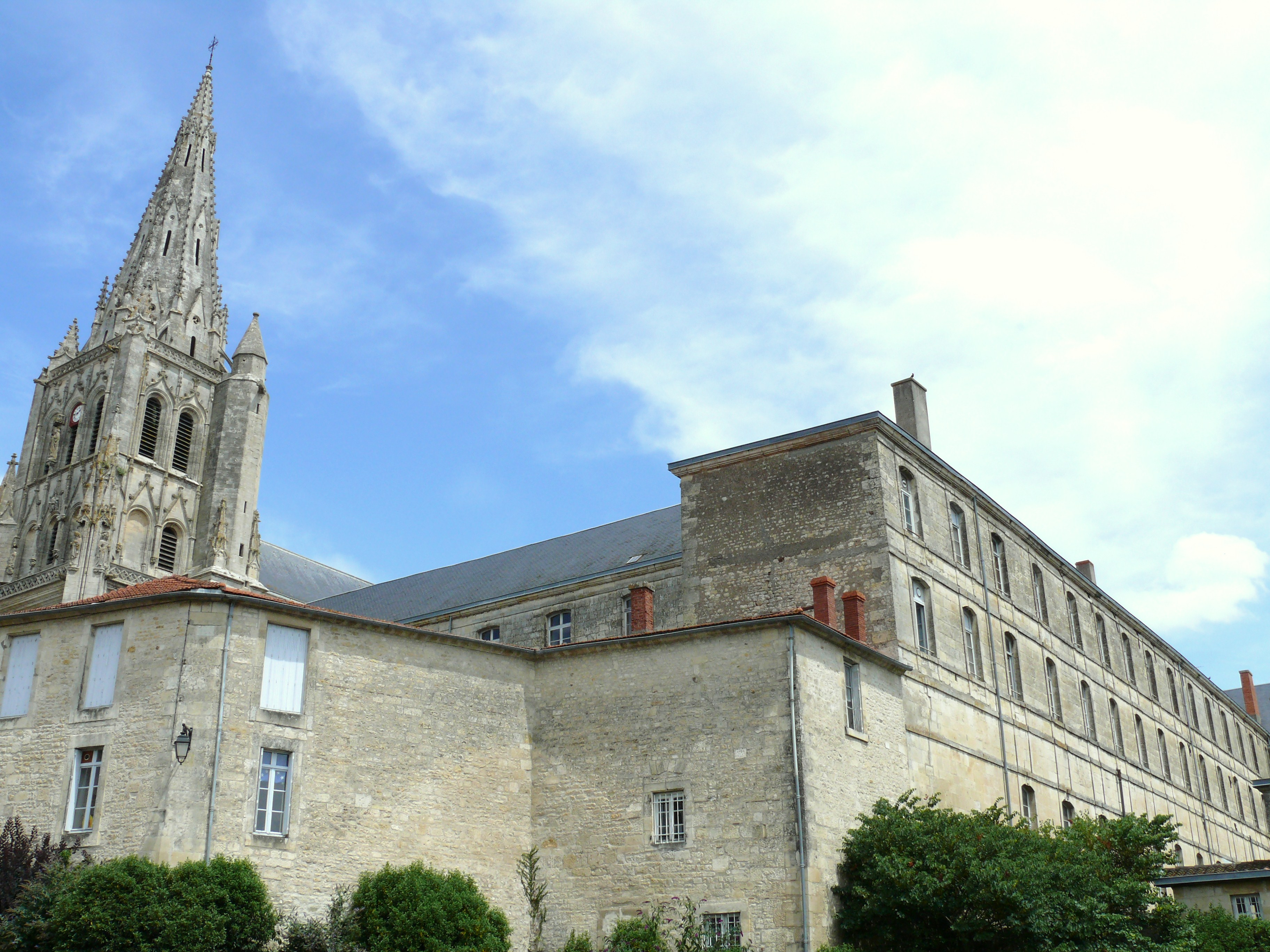
Bâtiments de l'abbaye.
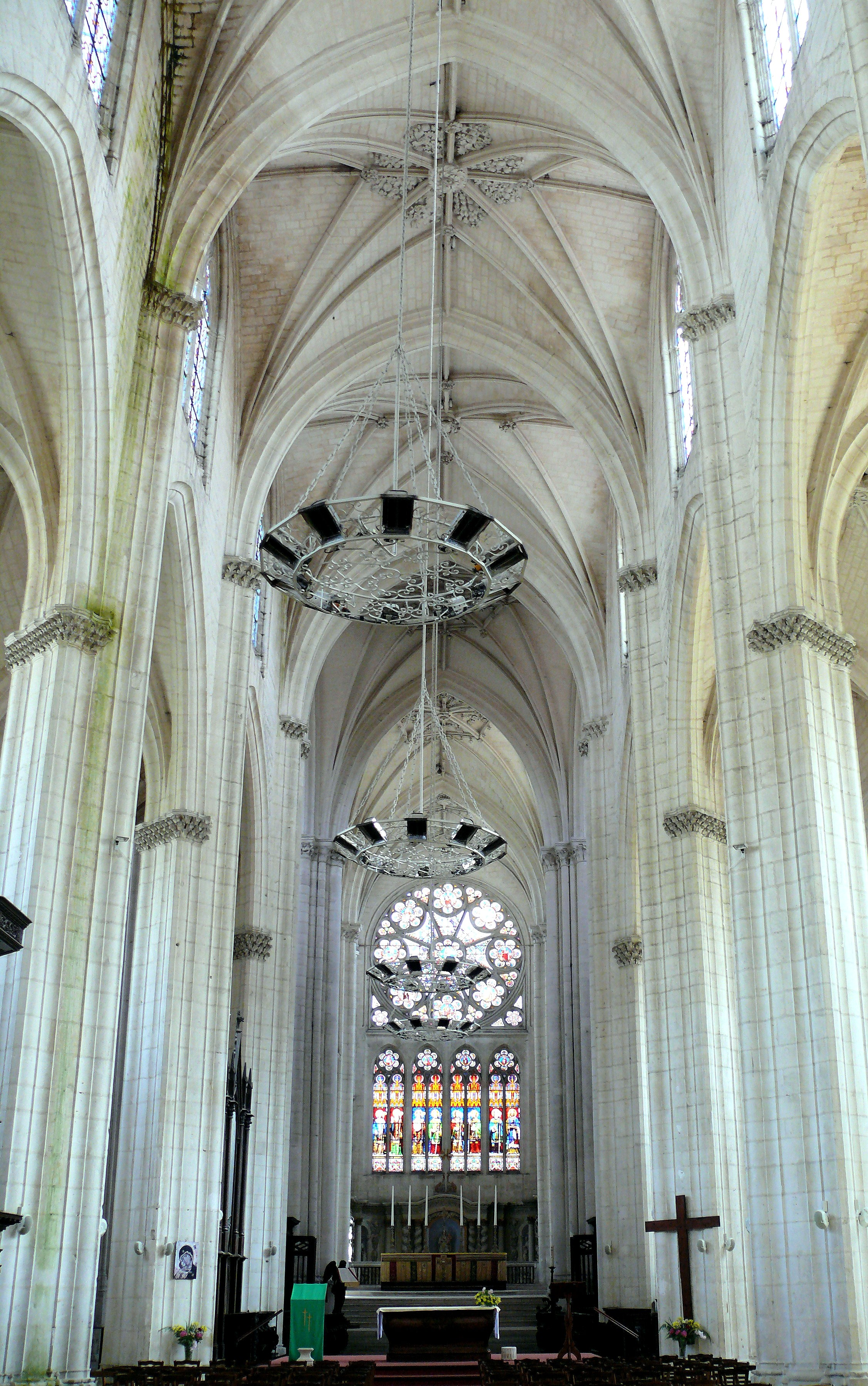
Nef de l'abbatiale.